# Masaka (district)
Pour les articles homonymes, voir Masaka.
Le district de Masaka est un des 111 districts de l'Ouganda. Il est situé au bord du lac Victoria. Sa capitale est Masaka.

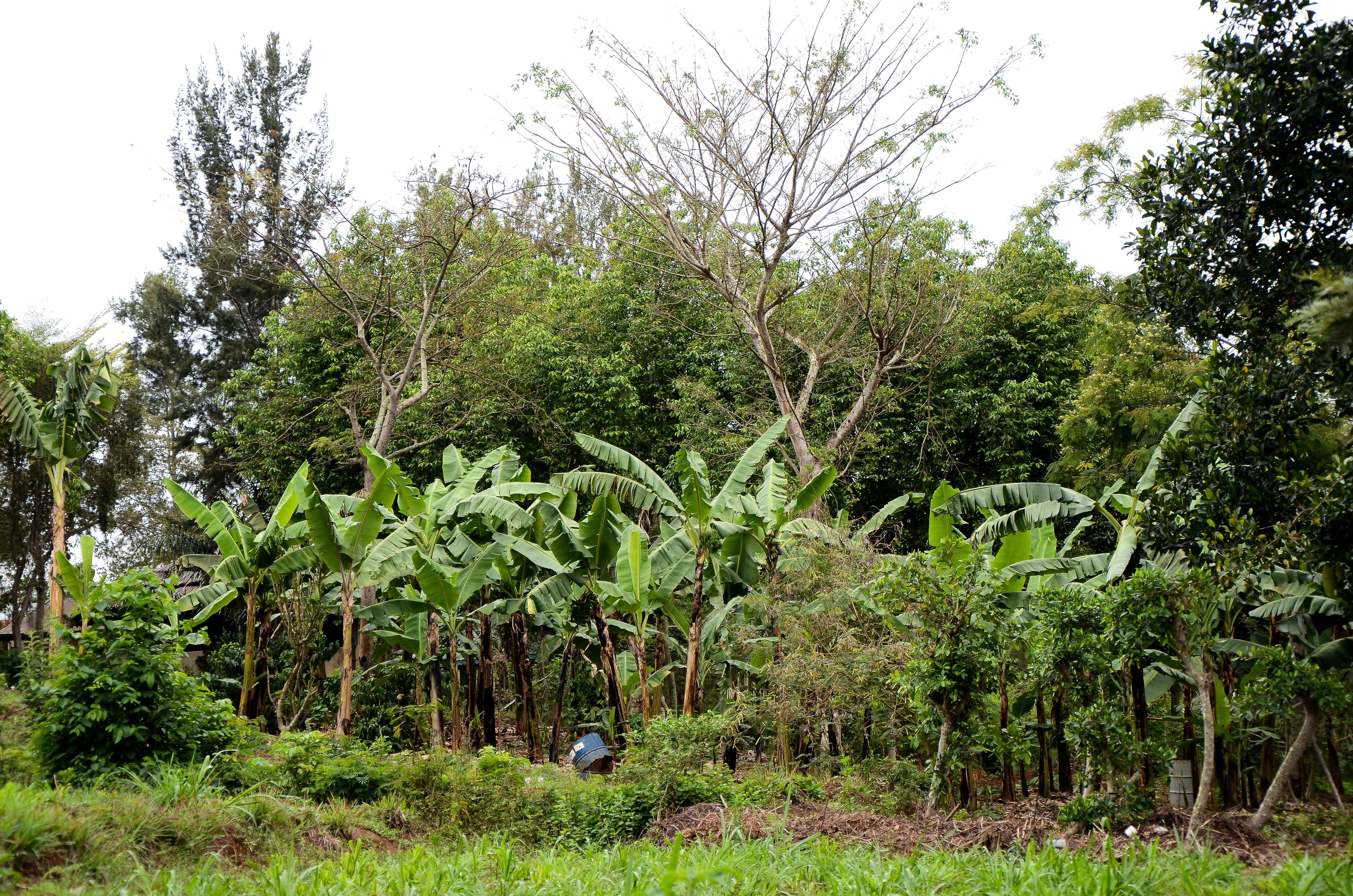
Agroforesterie dans le district de Masaka.

## Histoire
Ce district était à l'origine beaucoup plus vaste. Il a été réduit en 1997 de sa partie nord-ouest (l'actuel district de Sembabule), puis en 2010 de sa partie nord (districts de Bukomansimbi et de Kalungu).